# Zembrzyce
Zembrzyce ist ein Dorf im Powiat Suski der Woiwodschaft Kleinpolen in Polen. Es ist Sitz der gleichnamigen Landgemeinde mit etwas mehr als 5600 Einwohnern.

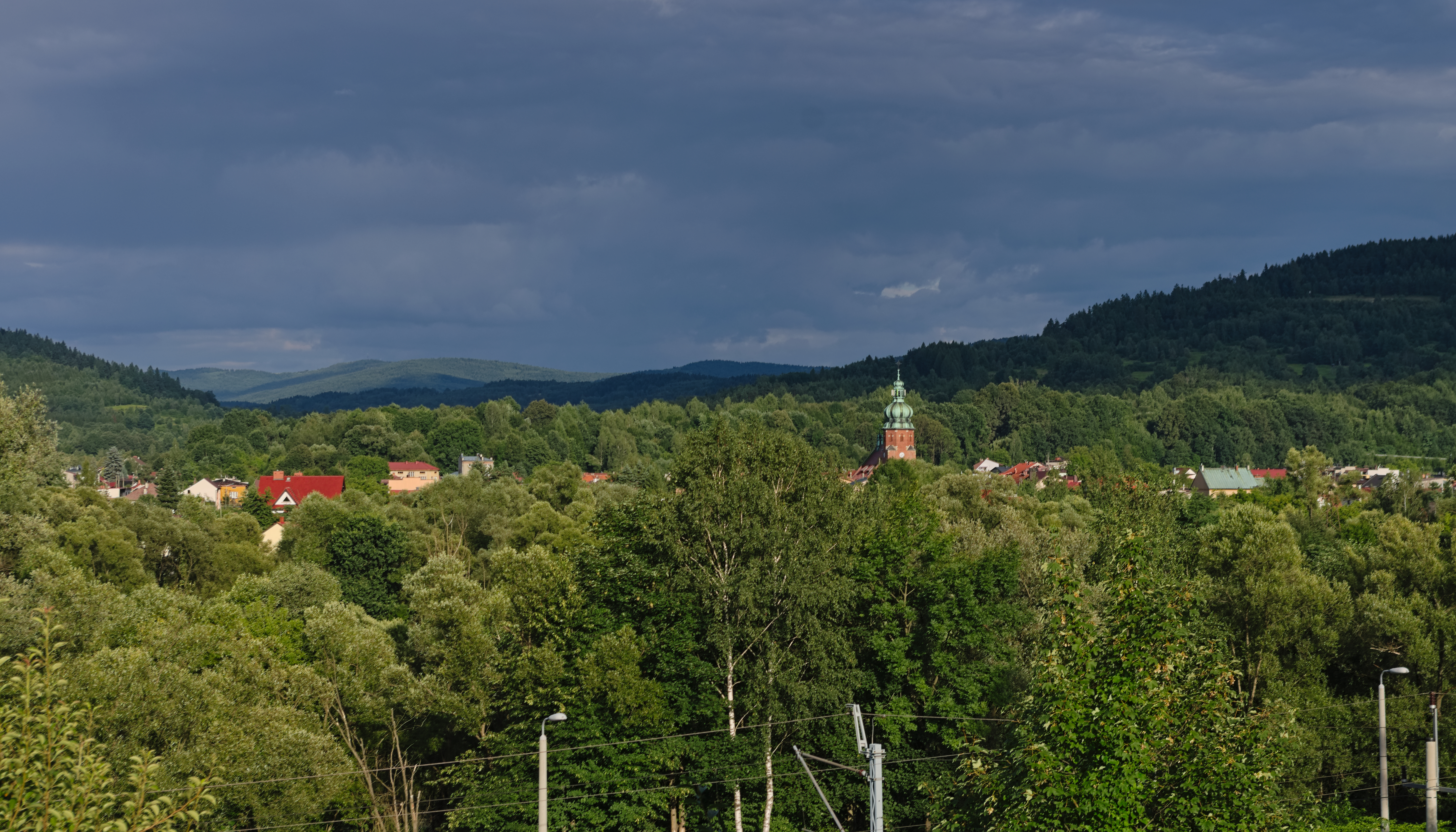
Blick auf das Dorf

## Geographie
Der Ort liegt an der Mündung des Bachs Paleczka in die Skawa, an der Grenze der Saybuscher Beskiden im Südwesten und der Mittelbeskiden (Beskid Makowski) im Osten. Die Nachbarorte sind die Städte Sucha Beskidzka und Maków Podhalański im Süden, Tarnawa Dolna im Westen, Skawce und Dąbrówka im Norden, Marcówka im Nordosten, sowie Budzów im Osten.

## Geschichte
Zembrzyce ist die zweitälteste Siedlung im Gebirgstal der Skawa. Der Ort wurde im Jahr 1333 als damals schon entwickeltes Dorf Zubrzic erstmals erwähnt, als ein gewisser Żegota von Benkowicz (jetzt ein Weiler von Zebrzydowice) vom Herzog Johann I. ein Wald an der Skawa erhielt, um dort neue Dörfer nach deutschem Recht zu gründen. Es ist nicht sicher, welche Dörfer damals von ihm gegründet wurden, aber es handelte sich wahrscheinlich um die Mehrheit der Dörfer in der Umgebung, die zum späten 14. Jahrhundert erwähnt wurden: Krzeszów (1355), Śleszowice (1376), Świnna Poręba (1379), Jaszczurowa (1389) und Gorzeń (1390).
Das Dorf gehörte politischer Weise zum Herzogtum Auschwitz, dies bestand ab 1315 in der Zeit des polnischen Partikularismus. Seit 1327 bestand das Herzogtum die Lehnsherrschaft des Königreichs Böhmen. Seit 1445 gehörte es zum Herzogtum Zator, dieses wurde im Jahr 1494 an den polnischen König verkauft. 
Im Jahre 1529 wurde es als Zambrzyce erwähnt, dann 1544 als Zembrice. Im Jahre 1533 wurde eine neue Pfarrei dort errichtet. Seit Ende des 16. Jahrhunderts wurde das Dorf von Walachen kolonisiert.
Anschließend wurde das Herzogtum Auschwitz-Zator im Jahr 1564 völlig dem Königreich Polen angeschlossen, als Kreis Schlesien der Woiwodschaft Krakau, ab 1569 in der polnisch-litauischen Adelsrepublik.
Bei der Ersten Teilung Polens kam Zembrzyce 1772 zum neuen Königreich Galizien und Lodomerien des habsburgischen Kaiserreichs (ab 1804). Nach der Aufhebung der Patrimonialherrschaften bildete es nach 1850 eine Gemeinde im Gerichtsbezirk Wadowice im Bezirk Wadowice.
1918, nach dem Ende des Ersten Weltkriegs und dem Zusammenbruch der k.u.k. Monarchie, kam Zembrzyce zu Polen. Unterbrochen wurde dies nur durch die Besetzung Polens durch die Wehrmacht im Zweiten Weltkrieg. Das Dorf wurde getrennt in zwei Teile, und zwar die neue Grenze zwischen Landkreis Bielitz im Regierungsbezirk Kattowitz in der Provinz Schlesien (seit 1941 Provinz Oberschlesien) des Deutschen Reichs im Westen und Generalgouvernement im Osten verlief durch Skawa, damals Schaue, mit Grenzschutz an der Brücke.
Von 1975 bis 1998 gehörte Zembrzyce zur Woiwodschaft Bielsko-Biała.

## Gemeinde
Zur Landgemeinde (gmina wiejska) Zembrzyce gehören weitere Dörfer mit einem Schulzenamt.

## Verkehr
Durch Zembrzyce verläuft die Staatsstraße DK 28, die Zator über Nowy Sącz mit Przemyśl verbindet.